# Orophea
Orophea is een geslacht uit de familie Annonaceae. De soorten uit het geslacht komen voor in (sub)tropisch Azië.

## Soorten
- Orophea acuminata A.DC.
- Orophea alba Kessler
- Orophea brandisii Hook.f. & Thomson
- Orophea celebica (Blume) Zoll.
- Orophea chlorantha Kessler
- Orophea chrysantha Kessler
- Orophea clemensiana Kessler
- Orophea corymbosa (Blume) Zoll.
- Orophea creaghii (Ridl.) Leonardía & Kessler
- Orophea cumingiana S.Vidal
- Orophea cuneiformis King
- Orophea desmos Pierre
- Orophea dodecandra Miq.
- Orophea dolichocarpa Merr.
- Orophea enneandra Blume
- Orophea enterocarpa Maingay ex Hook.f.
- Orophea erythrocarpa Bedd.
- Orophea flagellaris Kessler
- Orophea fusca Craib
- Orophea glabra Merr.
- Orophea hainanensis Merr.
- Orophea harmandiana Pierre
- Orophea hastata King
- Orophea hexandra Blume
- Orophea hirsuta King
- Orophea katschallica Kurz
- Orophea kerrii Kessler
- Orophea kingiana Leonardía & Kessler
- Orophea kostermansiana Kessler
- Orophea laotica Leonardía & Kessler
- Orophea laui Leonardía & Kessler
- Orophea leuseri Kessler
- Orophea leytensis Merr.
- Orophea maculata Scort. ex King
- Orophea malayana Kessler
- Orophea megalophylla Kessler
- Orophea merrillii Kessler
- Orophea monosperma Craib
- Orophea multiflora Jovet-Ast
- Orophea myriantha Merr.
- Orophea narasimhanii Karthig., Sumathi & Jayanthi
- Orophea nitida (Roxb. ex G.Don) Meade ex I.M.Turner
- Orophea parvifolia Merr.
- Orophea polycarpa A.DC.
- Orophea rubra Kessler
- Orophea sagittalis H.Okada
- Orophea salacifolia Hutch.
- Orophea sarawakensis Kessler
- Orophea sericea Kessler
- Orophea siamensis Craib
- Orophea sichaikhanii Damth., Aongyong & Chaowasku
- Orophea sivarajanii Sasidh.
- Orophea thomsonii Bedd.
- Orophea thorelii Pierre
- Orophea tonkinensis Finet & Gagnep.
- Orophea torulosa Hutch.
- Orophea trigyna Miq.
- Orophea uniflora Hook.f. & Thomson
- Orophea wenzelii Merr.
- Orophea yunnanensis P.T.Li
- Orophea zeylanica Hook.f. & Thomson